# Skworzowo (Kaliningrad, Bagrationowsk)
Skworzowo (Скворцово, deutsch Dösen, mit Alt Legden und Neu Legden) ist ein untergegangener Ort in der Oblast Kaliningrad (Gebiet Königsberg (Preußen)) der Russischen Föderation. Seine Ortsstelle liegt im Munizipalkreis Rajon Bagrationowsk (Stadtkreis Preußisch Eylau).

## Geographische Lage
Die Ortsstelle Skworzowos liegt im südlichen Westen der Oblast Kaliningrad, 20 Kilometer nordöstlich der früheren Kreisstadt Heiligenbeil (russisch Mamonowo) bzw. 28 Kilometer nordwestlich der heutigen Rajonshauptstadt Bagrationowsk (deutsch Preußisch Eylau).

## Geschichte

### Dösen
Im Jahre 1343 wurde das seinerzeit Desyn genannte Dorf erstmals urkundlich erwähnt. Der Ort mit seinem großen Gut und entsprechenden Park hieß nach 1343 Desieyn, nach 1408 Deisien, nach 1437 Dehesen, nach 1620 Döhsen, nach 1785 Doesen und schließlich nach 1820 bis 1950 Dösen. Zum Ort gehörten die Ortschaften Alt Legden und Neu Legden.
Als Gutsbezirk kam Dösen 1874 zum neu errichteten Amtsbezirk Wesselshöfen (russisch Puschkino) im Kreis Heiligenbeil in Ostpreußen. 1906/07 erwarb Arthur Freiherr von Buddenbrock aus dem Kreis Marienwerder das etwa 530 Hektar umfassende Gut Dösen, dazu die Güter Lemkühnen und Alt Legden (Skworzowo) für seinen Sohn Axel von Buddenbrock. Dieser machte aus dem Betrieb einen technisch höchst modern ausgestatteten Wirtschaftshof mit Milchvieh, Mastrindern, Schweinen, Acker- und Kutschpferden sowie Zuchtstuten für die Aufzucht von jährlich 15 bis 18 Remonten.
139 Einwohner zählte das Gutsdorf Jahre 1910.
Am 7. Februar 1923 wurden Teile des Gutsbezirks Dösen in den Gutsbezirk Otten umgegliedert, und am 30. September 1928 schloss sich der Gutsbezirk Dösen mit dem Nachbargutsbezirk Lemkühnen zur neuen Landgemeinde Dösen zusammen. Das auf diese Weise neu formierte Dorf zählte im Jahre 1933  228, im Jahre 1939  210 Einwohner.

### Alt Legden
Geographisches Lage von Alt Legden
Im Jahre 1408 wurde der Ort als Ligeyn erstmals erwähnt. Bestehend aus einem kleinen Gehöft wurde er nach 1408 Ligen, nach 1414 Lygen, vor 1600 Leygden, nach 1620 Leyden, nach 1680 Legden und nach 1785 Alt Legden genannt. Bis 1945 war Alt Legden ein Vorwerk und Wohnplatz zu Dösen. Um 1900 zählte der kleine Ort 34 Einwohner.

### Neu Legden
Geographische Lage von Neu Legden
Über die Entstehung Neu Legdens ist nur wenig bekannt. Nach 1785 tritt der Ort westlich des Flüsschens Kornewka (deutsch Stradick) in Erscheinung, als kleiner Hof und Wohnplatz im Gutsbezirk Dösen.

### Skworzowo
In Kriegsfolge wurde 1945 das gesamte nördliche Ostpreußen und mit ihm Dösen, Alt~ und Neu Legden an die Sowjetunion abgetreten. Die Staatsgrenze zum auf polnischem Gebiet gelegenen südlichen Ostpreußen verlief sieben Kilometer südlich von Dösen.
Das Dorf Dösen behielt bis 1950 seinen deutschen Namen, wurde dann in „Skworzowo“ umbenannt. Bereits drei Jahre früher wurde es in den Kornewski selski Sowet (Dorfsowjet Kornewo (Zinten)) eingegliedert und kam dann zum Pogranitschny selski Sowet (Dorfsowjet Pogranitschny (Hermsdorf)). Doch fand schon in den 1950er Jahren keine reguläre Besiedlung des Ortes mehr statt, so dass Skworzowo bereits lange vor 1957 verlassen und verwaist war. Danach wurde es offiziell gar nicht mehr genannt und gilt heute als untergegangen.
Von Alt~ und Neu Legden verliert sich nach 1950 die Spur. Eine russische Namensgebung ist nicht bekannt, auch eine etwaige Zugehörigkeit zu einem Dorfsowjet wird nicht genannt. So teilen beide Orte das Schicksal Skworzowos und gelten ebenfalls als untergegangen.

## Religion
Dösen, Alt~ und Neu Legden waren bis 1945 mit einer fast ausnahmslos evangelischen Bevölkerung in das Kirchspiel Zinten (russisch Kornewo) in der Kirchenprovinz Ostpreußen der Kirche der Altpreußischen Union integriert.

## Verkehr
Die nicht mehr sichtbar wahrnehmbare Ortsstelle Skworzowos resp. Dösens liegt westlich der Straße Kornewo (Zinten)–Laduschkin (Ludwigsort) und ist über einen Abzweig drei Kilometer von Kornewo entfernt zu erreichen. Zinten war bis 1945 die nächste Bahnstation.
Alt~ bzw. Neu Legden lagen westlich bzw. östlich der Straße und westlich der Kornewka (Stradick).